# Mason (Nou Hampshire)
Mason és una població dels Estats Units a l'estat de Nou Hampshire. Segons el cens del 2000 tenia 1.147 habitants.

## Demografia
Segons el cens del 2000, Mason tenia 1.147 habitants, 433 habitatges, i 328 famílies. La densitat de població era de 18,5 habitants per km².
Dels 433 habitatges en un 31,9% hi vivien nens de menys de 18 anys, en un 65,8% hi vivien parelles casades, en un 5,5% dones solteres, i en un 24,2% no eren unitats familiars. En el 18% dels habitatges hi vivien persones soles el 6,2% de les quals corresponia a persones de 65 anys o més que vivien soles. El nombre mitjà de persones vivint en cada habitatge era de 2,65 i el nombre mitjà de persones que vivien en cada família era de 3,02.
Per edats la població es repartia de la següent manera: un 24,3% tenia menys de 18 anys, un 5,5% entre 18 i 24, un 33% entre 25 i 44, un 28,8% de 45 a 60 i un 8,5% 65 anys o més.
L'edat mediana era de 40 anys. Per cada 100 dones de 18 o més anys hi havia 106,7 homes.
La renda mediana per habitatge era de 60.433$ i la renda mediana per família de 61.908$. Els homes tenien una renda mediana de 43.558$ mentre que les dones 26.042$. La renda per capita de la població era de 28.503$. Entorn del 3,6% de les famílies i el 3,4% de la població estaven per davall del llindar de pobresa.